# بندقية هجومية 44 (StG44)
البندقية الهجومية طراز 44 (بالألمانية: Sturmgewehr 44) هي بندقية هجومية تم تطويرها في ألمانيا النازية أثناء الحرب العالمية الثانية حتى نهايتها. وكانت الأولى من نوعها من حيث انتشارها الواسع. وتعرف أيضاً تحت مسميات المسدس الآلي 43 والمسدس الآلي 44، اللذان يمثلان نماذج أتاحت تطوير هذا السلاح. لقد اثرت تصاميمها على تصميم سلاح الكلاشنكوف AK-47